# Макен, Бахтияр Макенулы
Бахтияр Макенулы Макен (каз. Бақтияр Мәкенұлы Мәкен; род. 22 ноября 1981, Алматы, Казахская ССР) — казахстанский политический и государственный деятель, заместитель акима города Астана (с июля 2019 года).

## Биография
Бахтияр Макенулы Макен родился в 1981 году в Алматы.
В 2003 году окончил Казахский национальный аграрный университет, по специальности «стандартизация и сертификация сельскохозяйственной продукции», эксперт-аудитор.
В 2009 году окончил магистратуру государственного управления, эксперт-аудитор в области стандартизации и сертификации сельскохозяйственной продукции университета Монтана (США) по программе Болашак.
С 2000 по 2006 годы — председатель профкома студентов, помощник ректора по молодежной политике, председатель молодежной администрации Казахского национального аграрного университета.
С 2002 по 2006 годы — сопредседатель РОО «Союз сельской молодежи Казахстана».
С 2003 по 2007 годы — советник директора Государственного фонда развития молодежной политики города Алматы, советник-консультант директора департамента внутренней политики города Алматы.
С 2004 по 2007 годы — менеджер проекта «Адаптация сельской молодежи в городе Алматы» ПРООН в Казахстане.
С 2005 по 2006 годы — заместитель председателя Республиканского штаба молодежно-трудовых отрядов «Жасыл Ел» по городу Алматы.
С 2005 по 2007 годы — председатель молодежного крыла НДП «Нур-Отан» «Жас Отан» по городу Алматы.
С 2007 по 2009 годы — управляющий директор ТОО «ЭСТ-МОЛ», ТОО «ЭСТ-Фарматэк».
С 2009 по 2013 годы — начальник отдела по работе с вузами и молодежными организациями управления по вопросам молодежной политики города Алматы, начальник управления по вопросам молодежной политики города Алматы, начальник управления внутренней политики города Алматы.
С 2013 по 2016 годы — заместитель акима Западно-Казахстанской области.
С 24 марта 2016 по 4 сентября 2019 годы — Депутат Мажилиса Парламента Республики Казахстан VІ созыва от партии «Нур Отан», член Комитета по экономической реформе и региональному развитию Мажилиса Парламента Республики Казахстан.
С 10 июля 2019 года по настоящее время — заместитель Акима города Астана.
С март 2019 года по 2021 год — Член Политического совета партии «Нур Отан».
С апреля 2022 года — генеральный директор холдинга Nur Media.

## Награды
- Медаль «За трудовое отличие» (Казахстан) (13 декабря 2016 года)[10]
- Медаль «20 лет независимости Республики Казахстан» (2011)
- Медаль «20 лет Конституции Республики Казахстан» (2015)
- Медаль «25 лет независимости Республики Казахстан» (2016) и др.
- Медаль «За укрепление парламентского сотрудничества» (21 ноября 2019 года, Межпарламентская ассамблея СНГ) — за особый вклад в развитие парламентаризма, укрепление демократии, обеспечение прав и свобод граждан в государствах — участниках Содружества Независимых Государств[11]
- Медаль «МПА СНГ. 25 лет» (27 марта 2017 года, Межпарламентская ассамблея СНГ) — за заслуги в деле развития и укрепления парламентаризма, за вклад в развитие и совершенствование правовых основ функционирования Содружества Независимых Государств, укрепление международных связей и межпарламентского сотрудничества[12]
- Почётная грамота Совета МПА СНГ (18 апреля 2019 года, Межпарламентская ассамблея СНГ) — за активное участие в деятельности Межпарламентской Ассамблеи и её органов, вклад в укрепление дружбы между народами государств — участников Содружества Независимых Государств[13]

## Семья
Женат. Жена: Сапарова Алтынай Арманжановна.
Дети: дочь — Аелита.